# 田中義一

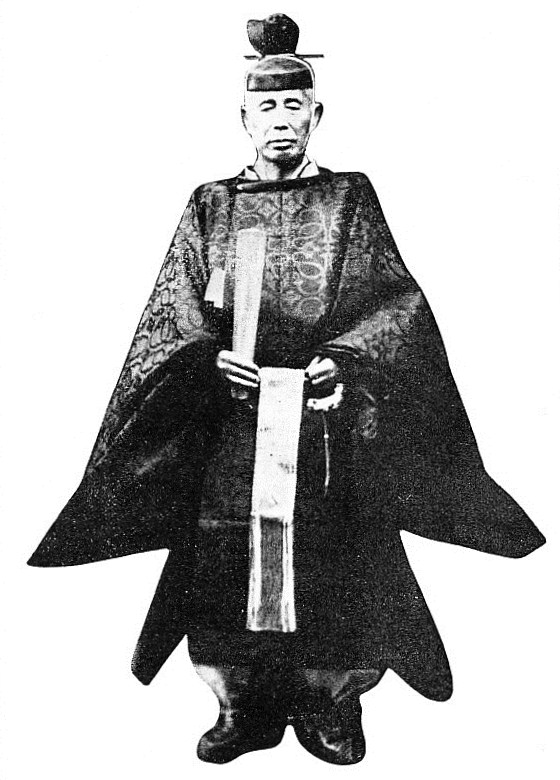
昭和の即位の礼に際して束帯を着用した田中

田中 義一（たなか ぎいち、1864年7月25日〈元治元年6月22日〉- 1929年〈昭和4年〉9月29日）は、日本の陸軍軍人、政治家。階級は陸軍大将。勲等は勲一等。功級は功三級。爵位は男爵。
陸軍大臣（第14・16代）、貴族院議員（勅選）、内閣総理大臣（第26代）、外務大臣（第42代）、内務大臣（第45代）、拓務大臣（初代）、立憲政友会総裁（第5代）を歴任した。

## 生涯

### 生い立ち
元治元年6月22日（1864年7月25日）、萩藩士・田中信祐、みよの三男として、長門国阿武郡萩（現在の山口県萩市）に生まれた。父は藩主の御六尺（駕籠かき）をつとめる軽輩者の下級武士だったが、武術にすぐれた人物だったという。
13歳で萩の乱に参加。若いころは村役場の職員や小学校の教員を務めた後、20歳で陸軍教導団に入る。

### 軍人として

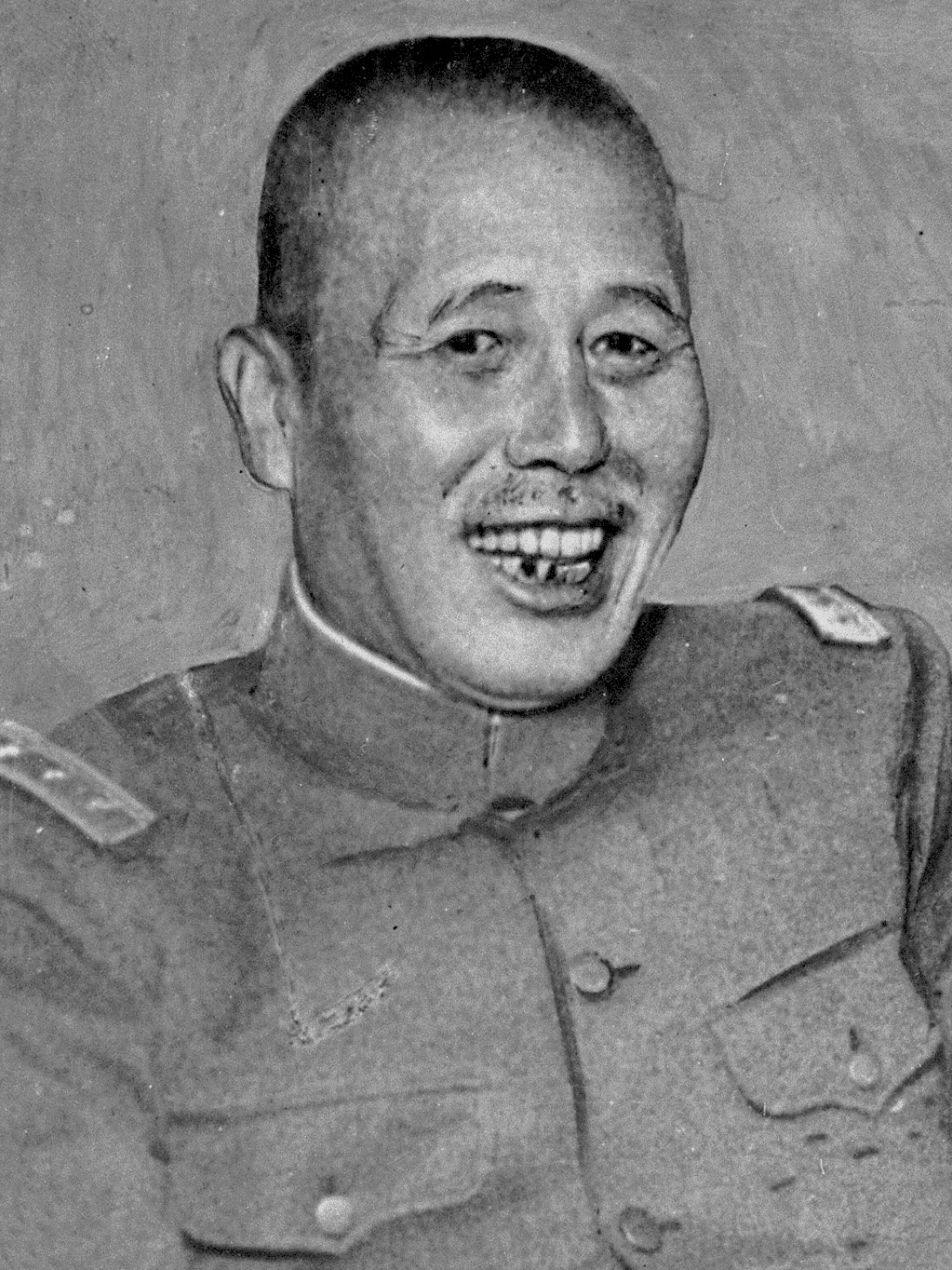
軍装を着用した田中

陸軍教導団で学んだ後、陸軍士官学校（旧8期）、陸軍大学校（8期）を経る。日清戦争に従軍、その後ロシアに留学した。ロシア留学時代は正教に入信し、日曜毎に知り合いのロシア人を誘って教会へ礼拝に行くなど徹底したロシア研究に専念した。
また、地元の連隊に入隊して内部からロシア軍を調査した。このため、日露戦争前は陸軍屈指のロシア通と自負していた。長州閥の後ろ盾もあったが、軍人としては極めて有能であった。しかし、同時期ロシアに留学していた海軍の広瀬武夫と一緒に酒を飲むと強硬な開戦論を叫ぶなど、一本気で短絡的な性格であった。
日露戦争では満州軍参謀として総参謀長児玉源太郎のスタッフを務めた。戦後の1906年（明治39年）に提出した『随感雑録』が山縣有朋に評価されて、当時陸軍中佐ながら帝国国防方針の草案を作成した。
1910年（明治43年）、在郷軍人会を組織した。
1915年（大正4年）、参謀次長。原内閣、第2次山本内閣で陸軍大臣を務め、この時にマスコミの論調を陸軍にとって有利なものにしようと考えた事から、陸軍省内に新聞班を創設した。
1918年（大正7年）、田中は原内閣で陸軍大臣になったあと、男爵に叙され陸軍大将に進級するなど慶事が続いた。その一方で、シベリア出兵での様々な意見の対立や前線のコルチャークら白軍の敗北、さらには尼港事件への対応、主導していた第二次満蒙独立運動など激務に追われていた。さらに追い打ちをかけたのは、西原借款問題などで原内閣が帝国議会で轟々たる非難を浴びたことからくる心労が重なったことである。
1921年（大正10年）、狭心症に倒れ、6月9日に辞任して大磯での静養生活を余儀なくされた。大臣を辞職してしばらくすると原敬暗殺事件が起こったこともあり、回復してからも軍事参議官の閑職に留まるなど大事をとっていた。

### 政党政治家へ

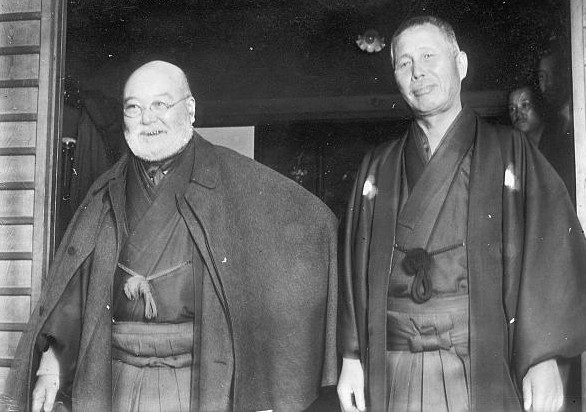
高橋是清（左）と

1924年（大正13年）の第2次護憲運動の際に立憲政友会は分裂して第1党の地位を失った。総裁であった高橋是清は辞意を表明して後任選びが始まった。だが、最有力候補であった横田千之助は分裂を惹き起こした当事者ということで辞退し、やむなく党外から総裁を迎え入れる話となった。
当初、伊東巳代治と田健治郎の名前が挙がったが、両者ともかつて内紛で政友会を追われた経緯があり、これを辞退した。次に官僚出身ながら国民の人気がある後藤新平を迎えようとしたものの、後藤はかつて関東大震災後に自分が立案した帝都復興計画を政友会の反対で潰された経緯からこれも拒否、唯一就任に応じたのが田中であった。

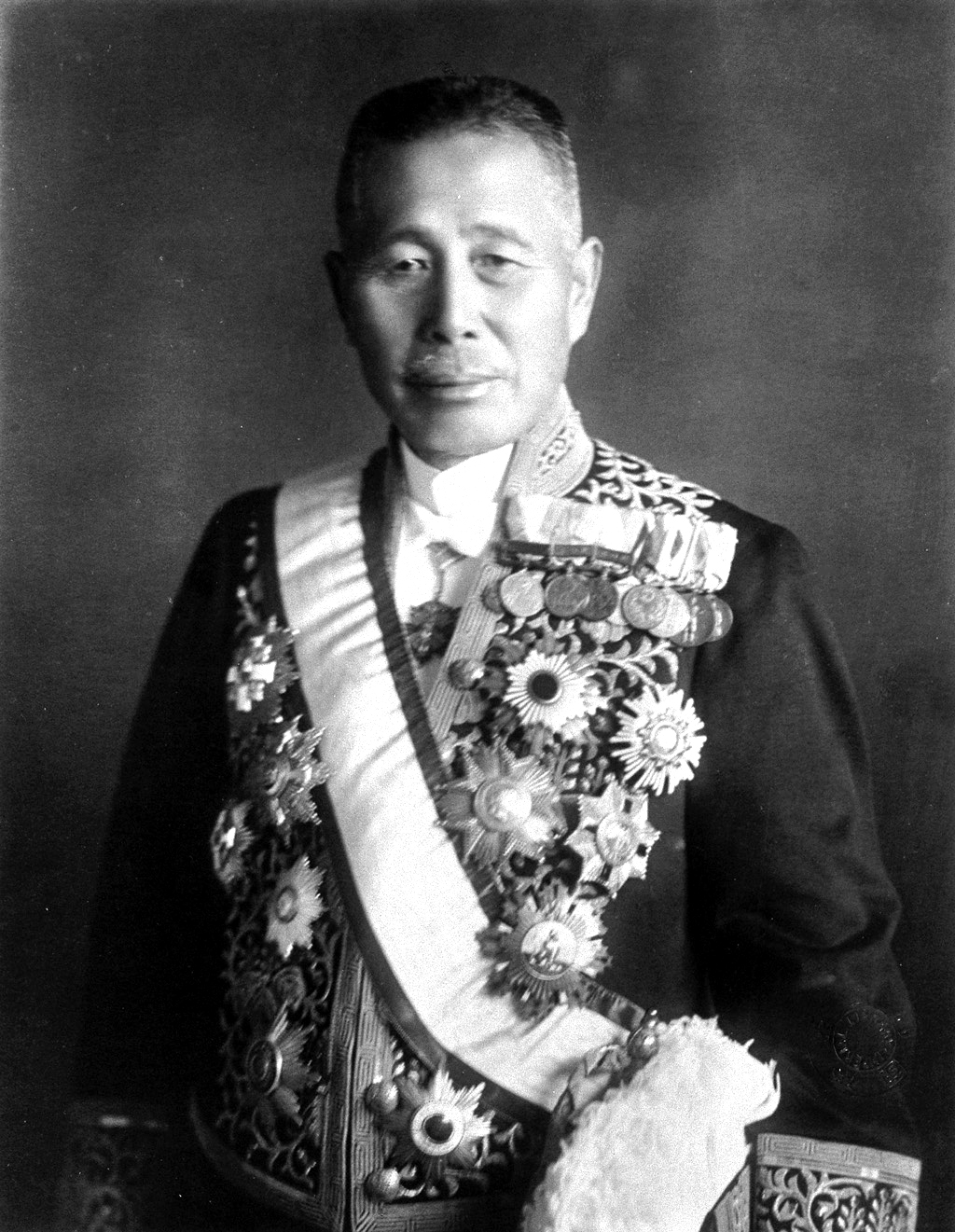
勅任式で大礼服を着る田中

1925年（大正14年）4月7日、田中は宇垣陸相と会見して現役退役願いを提出（治安警察法第5条により現役軍人は政治結社に加入できないため）。同年4月10日、予備役に編入した。将来は元帥ともいわれた田中であったが政界への転身を図り、高橋是清の後の政友会総裁に就任した。
田中は就任の際、300万円の政治資金を持参金としたことから、陸軍機密費から出たものではないかとする陸軍機密費横領問題が浮上。告発を受けた東京地方裁判所検事局が取り調べを行ったが、1926年（昭和元年）12月27日、証拠不十分で不起訴処分としている。なお、取り調べに携わっていた検事は、捜査途上で変死体となって発見されている。また、在郷軍人会を票集めに利用したとする疑惑もあった。真相は不明であるが、在郷軍人会の育ての親である田中の政友会総裁就任及び対立する憲政会（後に立憲民政党）の軍縮政策が在郷軍人の投票行動に影響したのは間違いなく、高橋前総裁時代に出されていた軍部大臣の文官化論が就任直後の田中による「鶴の一声」で否定されるなど、党の政策が軍備強化・対外強硬路線へと転換する。
折りしも田中の総裁就任直前に、唯一の潜在的競争者であった横田千之助が死去したことにより、田中を阻む人物が党内からいなくなったことも大きかった。田中の政友会招聘を最終的に決めたのは横田であったが、星亨・西園寺公望・原敬らの側近であった横田は板垣退助の自由党以来の自由主義と伊藤博文の立憲主義を併せ持つ政友会本流の継承者であり、第2次護憲運動と大正デモクラシー・軍縮路線の有力な担い手であったからである。1926年（大正15年）1月28日、田中は貴族院勅選議員となった。
さらに、田中の誘いで政友会に入党した人物も、それまでの政友会とは異質な人々であった。鈴木喜三郎は国粋主義者として名高い平沼騏一郎（後の大審院長・枢密院議長・首相）が寵愛する司法官僚で自由主義を敵視していた人物であり、久原房之助は田中自身の出身母体である陸軍長州閥と結んでいた政商であった。やがて成立した田中内閣では、鈴木が内務大臣、同じく平沼系とされる弁護士の原嘉道が司法大臣に抜擢され、さらに鉄道大臣に小川平吉、外務政務次官に森恪（外相は田中の兼務）、内閣書記官長に鳩山一郎が任じられた。3人とも政友会の古参であるが、小川と森は国粋主義者として知られ、鳩山は鈴木の義弟で協力者であった。
2度の護憲運動や大正デモクラシーで活躍した政友会の古参幹部も閣僚には任じられたが、重要ポストからは外された。当時、青年政客として名を馳せていた肥田琢司に政治活動の協力を求め、第四代朝鮮総督の人選では肥田の推薦により山梨半造を任命した。
鈴木・原によって治安警察法が強化され、森・小川によって軍部と連携して中国への積極的な進出策が図られるなど、護憲運動などでかつて政友会が勝ち取った成果を否定する政策が採られた。もっとも、憲政会→民政党がリベラルな人々の支持を集めていく中で、これに代わる支持基盤をより保守的な人々に求めることで新たな支持層を開拓して、その受け皿になろうとした努力の現われとも考えることも可能である。こうした政策と第16回衆議院議員総選挙で鈴木が画策した選挙干渉によって、党勢は回復したものの、政友会はかつての自由主義政党とは離れた親軍的な保守政党に変質していくことになる。
田中の没後に起きた統帥権干犯問題における政友会と軍部の連携も、単に立憲民政党への対抗というよりも政友会の変質に伴う「親軍化・右傾化」現象の反映であった。その後も短期の犬養毅総裁を経て、鈴木喜三郎・久原房之助・中島知久平（久原と同じ軍需関連の政商）と、親軍派あるいは国粋主義派な総裁が同党の分裂・解党まで継続されることになる。

### 内閣総理大臣就任

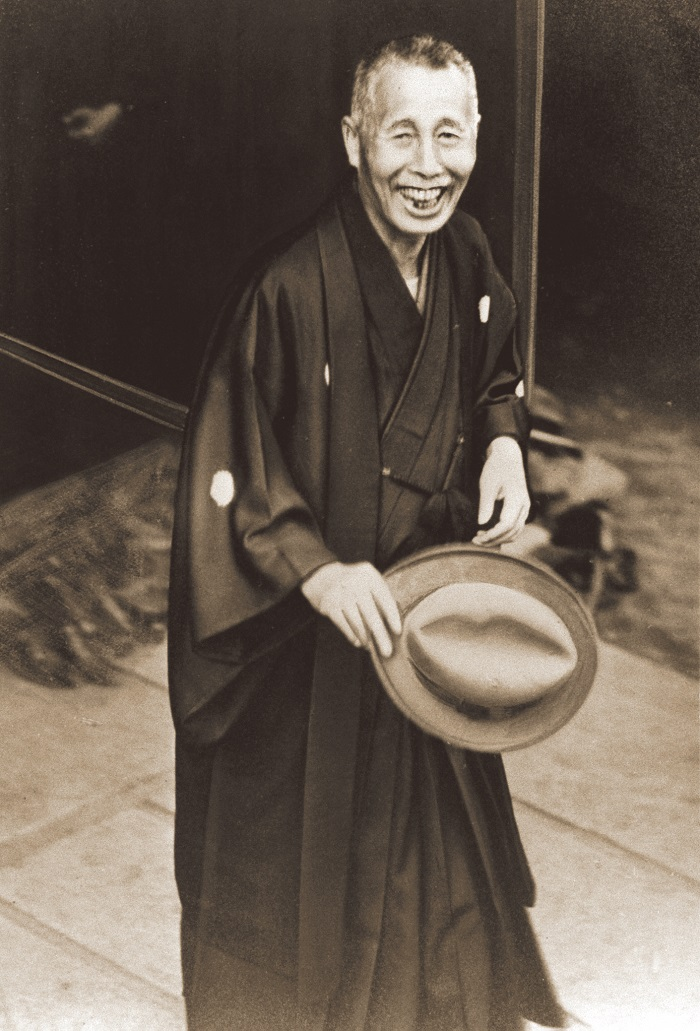
1927年4月19日、総理決定の日、羽織袴姿の田中

1927年（昭和2年）3月、第1次若槻内閣のもとで全国各地の銀行で取り付け騒ぎが起こった（昭和金融恐慌）。
若槻内閣は同年4月17日に総辞職を表明し、代わって立憲政友会総裁の田中が4月20日に組閣した。田中内閣には元総理や次の総理を狙う大物政治家、そして将来の総理や枢密院議長などが肩を寄せ合い、大物揃いの内閣となった。
内閣の主な顔ぶれ
- 外務大臣：田中義一（兼任）
  - 外務政務次官：森恪
  - 外務次官：吉田茂 → 後に自由党（政友会正統派の流れを汲む）総裁、第45・48〜51代内閣総理大臣
- 内務大臣：鈴木喜三郎 → 後に第7代政友会総裁
- 大蔵大臣：高橋是清 → 元第4代政友会総裁・第20代内閣総理大臣
- 陸軍大臣：白川義則
- 海軍大臣：岡田啓介 → 後に第31代内閣総理大臣
- 司法大臣：原嘉道 → 後に第19代枢密院議長・第13代枢密院副議長
- 文部大臣：三土忠造 → 後に政友会正統派総裁代行委員のひとり
- 商工大臣：中橋徳五郎
- 逓信大臣：久原房之助 → 後に政友会正統派総裁
- 鉄道大臣：小川平吉
- 法制局長官：前田米蔵 → 後に翼賛政治会筆頭総務
- 内閣書記官長：鳩山一郎 → 後に自由党（政友会正統派の流れを汲む）総裁、初代自民党総裁、第52〜54代内閣総理大臣

蔵相に起用された高橋是清は全国でモラトリアム（支払猶予令）を実施し、金融恐慌を沈静化した。

#### 積極外交

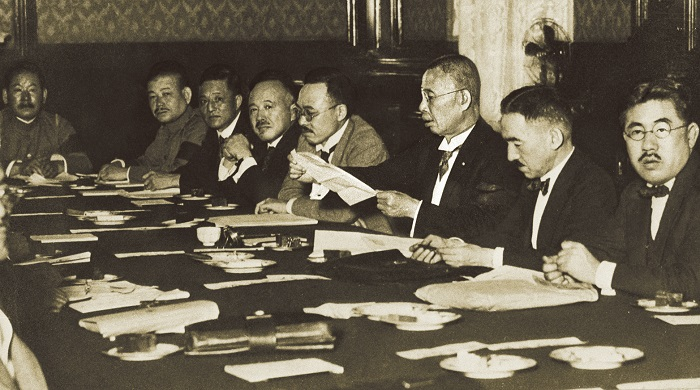
1927年7月7日、東方会議に出席中の田中（右から3人目）

田中内閣は憲政会政権下で行われてきた幣原喜重郎らによる協調外交方針を転換し、積極外交に路線変更した。田中は外務大臣を兼任し、対中積極論者の森恪を外務政務次官に起用して、「お前が大臣になったつもりでやってくれ」と実務の全てをまかせていた。森は事実上の外相として辣腕を振るい、山東出兵や東方会議の開催、張作霖に対する圧迫などといった対中強硬外交が展開されるが、ある程度の協調が望ましいとする田中と、あくまでも積極的な外交をよしとする森は、やがて対立するようになる。そこに事務方の外務次官としてやってきたのが、奉天総領事をつとめ、中国問題に詳しいと自負していた吉田茂であった。

#### 普通選挙
1928年（昭和3年）2月に第1回普通選挙が行われた。田中は主張を全国に知らしめるため、首相ならびに政友会総裁としての抱負をレコードに吹き込み、全国の関係者に配布した。また、同時期、社会主義的な活動が目立ったことから、同年3月に全国の社会主義者、共産主義者を一斉に検挙した（三・一五事件）。この選挙後に、人事のもつれから辞意を表明した閣僚を昭和天皇に慰留させ、天皇を政局に利用したと批判され（水野文相優諚問題）、貴族院は異例の田中首相問責決議を可決した。

#### 張作霖爆殺事件

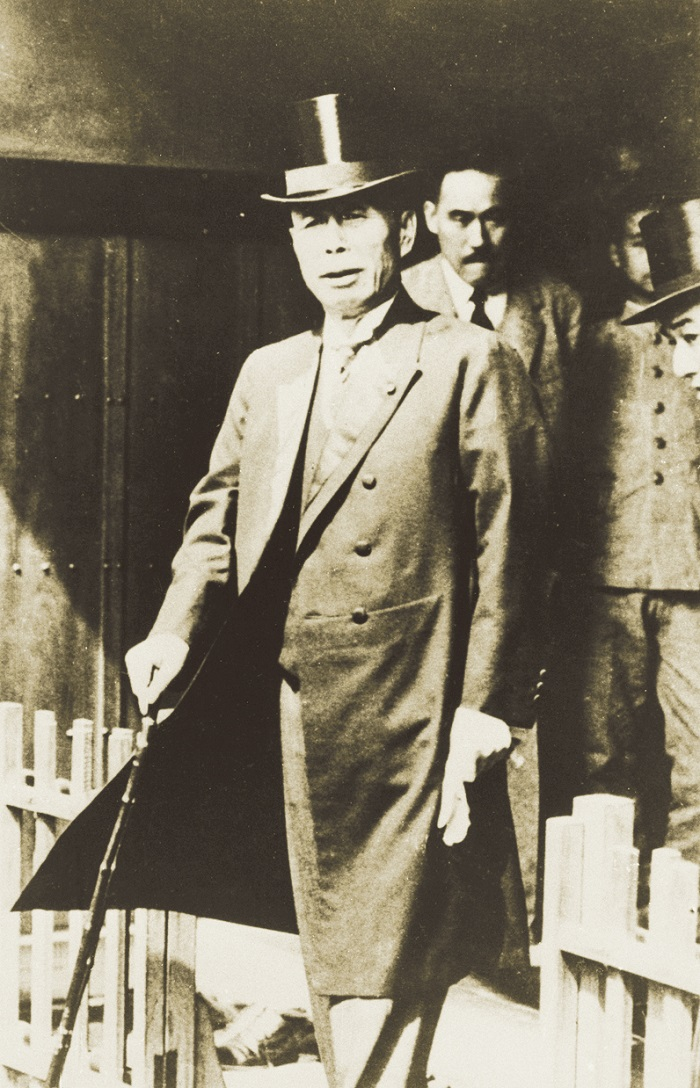
シルクハットの礼装姿で参内する田中（1929年7月）

同年6月4日に起きた張作霖爆殺事件に際して、帝国の国際的な信用を保つためにも容疑者を軍法会議によって厳罰に処すべきと主張し、その旨を天皇にも奏上したが、陸軍の強い反対に遭ったため果たせなかった。
なお、この直後の6月8日、田中は上野駅で暴漢に短刀で襲撃されるも無事。犯人と張作霖爆殺事件との関連性はなかった。
このことを野党に批判され、立憲民政党の中野正剛は「尼港事件の際に田中が「断じて臣節を全うす」と称して陸軍大臣の職を辞したことは国務大臣として責を負うた適例であったが、済南事件の責任を福田司令官に帰し、満洲事件を村岡司令官に帰したことは厚顔無恥である」とした。この批判に対して田中は「この如き事に責任を負うたら総理大臣は何万居っても足らぬ」と反論豪語したが、中野は「政略出兵の責任を軍部に転嫁するような総理大臣がいたら日本帝国の国軍は何百万人居っても足らないこととなる」とさらに糾弾した。
以上のように田中は軍法会議によって容疑者を厳罰に処すべきと主張していたが、天皇に対してもその旨を奏上していた。にもかかわらず、事件から一年もかけたのちの1929年（昭和4年）6月27日に田中は最終報告として「関東軍は張作霖爆殺事件とは無関係であった」旨を昭和天皇（以下「天皇」）に奏上した。真相追及や厳正な処分に陸軍の反発や日本の恥をさらすとして反対する閣僚がいたためと思われる。この報告に天皇は「お前の最初に言ったことと違うじゃないか」と田中を直接詰問した。なお、田中は自分の行為を「奏聞」「上聞」（天皇に経緯を報告する）と捉えていたようだが、天皇は「上奏」（天皇に処理を進言し裁可を求める）と捉えていたようである。このあと奥に入った天皇は、同年に就任したばかりの鈴木貫太郎侍従長に対して、「田中総理の言ふことはちつとも判らぬ。再びきくことは自分は厭だ」との旨を述べた。これを鈴木が田中に伝えたところ、田中は諦め、その足で元老を訪れ、内閣総辞職の決意を伝えた。7月2日に内閣総辞職。
一般には天皇が怒ったため、田中は辞職を決意したと解されている。なぜ、これほど天皇が怒ったかについては怪訝に思う者も多く、秦郁彦は、日本軍人の関与の証拠はなく、他の犯人の証拠もないとしながら、河本を適当な理由で行政処分に付するといった、田中の上奏文の訳の分からなさを取り上げて、天皇の怒りを買ったのだろうとしている。その上で、これが世間で通念として定着したのは、鈴木貫太郎から子息の鈴木一がまた聞きして『天皇さまのサイン』に話を紹介し、それが「天皇があの時は自分も若かったからと自ら反省した」と俗っぽく解釈されるようになったからだとしている。一方で、秦は、国会での政敵からの追及の他、関係者の厳正な処分の断念に至るまでに田中が陸軍で孤立していったことも紹介している。この俗説が語るような内閣総辞職の経緯は、例えば『昭和天皇独白録』にも述べられているが、これらは「このとき内閣が総辞職したため、以降、天皇は立憲君主制の枠組みに従い、不本意であっても内閣の上奏をそのまま裁可することにした」という弁明につなげる伏線にしており、しばしば、そのおおもとが、天皇の戦争責任を否定しようとする側の者からの主張であることに注意を要する。事件当時の世上一般的な見解は、むしろ不戦条約締結において「人民の名のもとに」という字句を田中がそのまま残したことで天皇・宮中の怒りを買ったこと、田中と当時犬猿の仲であった上原勇作が田中失脚のために田中の張作霖爆殺事件処理を非として元老らに働きかけたこと等が原因というものであった。天皇自身が、このときの発言について事前に他の者に相談しており、この天皇発言がむしろ宮中グループによって仕掛けられた倒閣の陰謀である可能性を指摘する意見もある。

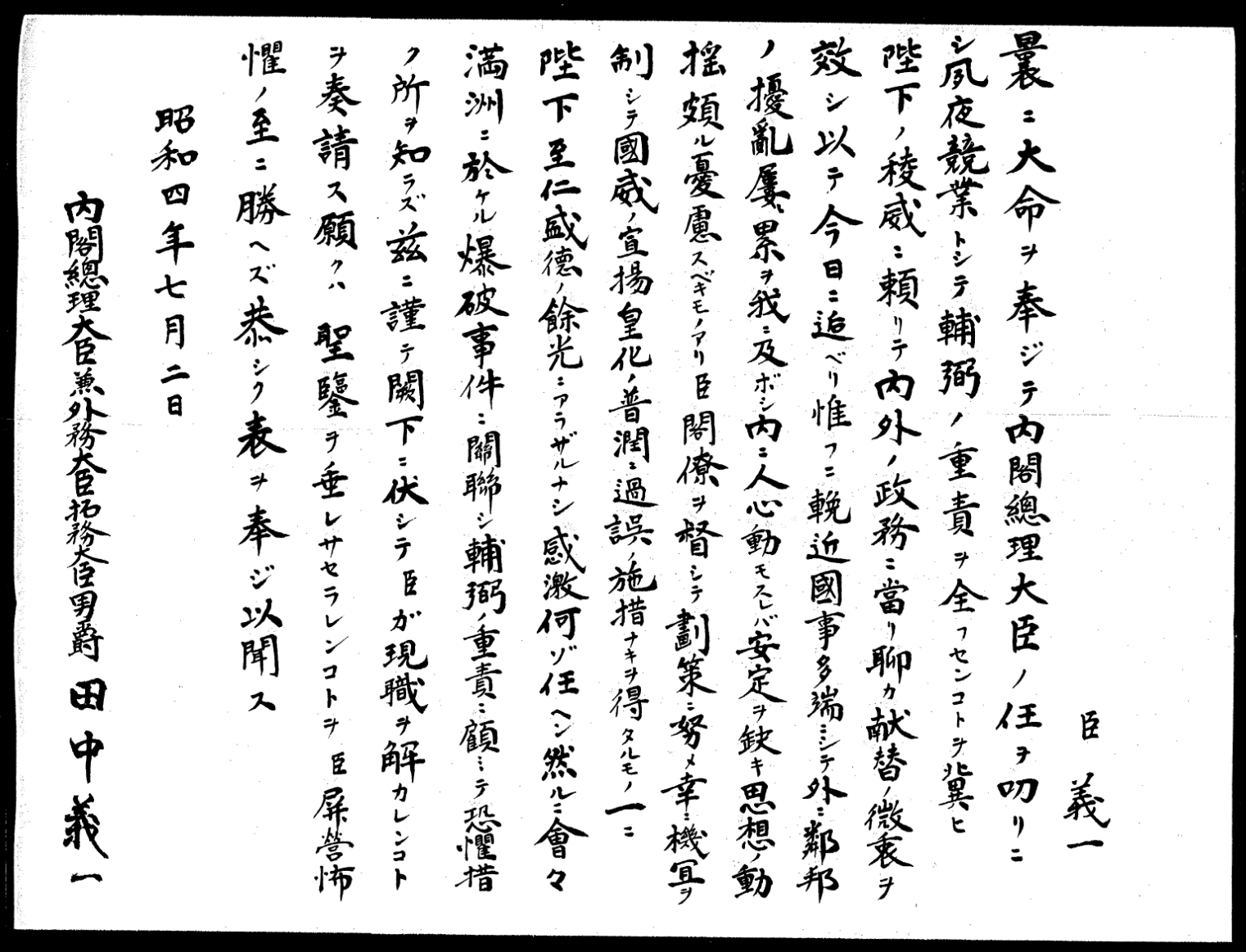
内閣総理大臣の辞職願

### 総辞職後
狭心症の既往があった田中に、張作霖爆殺事件で天皇の不興を買ったことはやはり堪(こた)えた。退任後の田中は、あまり人前に出ることもなく塞ぎがちだったという。内閣総辞職から3ヵ月もたたない1929年（昭和4年）9月28日、田中は貴族院議員当選祝賀会に主賓として出席するが、見るからに元気がなかった。
そして、翌29日午前6時、田中は急性の狭心症により死去した。65歳没。田中の死により、幕末期より勢力を保ち続けた長州閥の流れが完全に途絶えた。墓所は多磨霊園。
昭和天皇は、田中を叱責したことが内閣総辞職につながったばかりか、死に追いやる結果にもなったかもしれないということに責任を痛感し、以後は政府の方針に不満があっても口を挟まないことを決意した。

## エピソード
政治家としては厳しい評価の田中であるが、性格は気さくだった。
- 田中が政友会総裁として遊説中、ある人物が田中に語りかけてきた。田中は「おう、ところで、親父さんは元気でやっとるかね」と言い、その人物は「はい、おかげさまで」と返した。その場を離れてしばらくして、田中の側近が「総裁とあの御人はどういう関係なのですか?」と尋ねると「いや、全く知らん奴だよ」と田中は答えた。唖然とする側近に向かって田中は「どんな人間だって父親はいるだろう。その父親の体調を気遣ったまでさ」と笑いながら言ったという。
- 田中内閣が発足したのち、内閣書記官長の鳩山一郎は、当時流行りはじめたゴルフに夢中になり、閣議を欠席するほどだった。他の閣僚が田中に苦言を呈したが、田中は「そうか、ゴルフちゅうもうんは、そげん面白いもんかのう」と言って、鳩山には何も注意しなかった。
- 対中国積極外交を主張する奉天総領事時代の吉田茂は、外務次官のポストを得ようとしたが、田中内閣に拒絶され、スウェーデン大使となった。吉田は首相官邸に行き、田中に長時間にわたり次官の自己推薦を行った。その間、田中はひどくつまらなそうに吉田の話を聞いていた。吉田は「これで次官は棒に振ってしまったが、せいせいした」とスウェーデンに発つ準備をしていた数日後、田中から電話があり「ところで吉田君、次官になってもらうよ、まさか異論はないだろうね」といわれ、吉田は次官就任を快諾した。
- タレントのタモリは、生誕時には田中を尊敬していた祖父によって「義一」という名をつけられる予定であった。しかし画数の多い「義」が上に来ると頭でっかちな子になるとされ「一義（森田一義）」となったとしている[19]。

## 親族
- 田中信祐 - 萩藩士
- （婚族）みよ
  - 田中義一 - 内閣総理大臣（1927年-1929年）
  - （婚族）大築壽天（すて） - 陸軍軍人大築尚志の六女（1874-1937）。1893年に結婚。北青山に約1000坪の本邸があり、隣に中島久万吉邸、向かいに川村景明邸があった[20]。
    - 田中龍夫 - 長男。貴族院議員、山口県知事、衆議院議員、第1次岸内閣の官房副長官、第2次佐藤内閣の総理府総務長官、福田赳夫内閣の通産相、鈴木善幸内閣の文相などを歴任。
    - 田中政子 - 長女。陸軍中将橋本勝太郎の養女となる[20]。

  - （婚外）出口ふみ - 群馬県藤岡町の川魚屋「富士川」の娘（1898-?） 。五番町の別宅に住み、一男四女をもうける[20]。
    - 田中登米子 - 三女
    - （婚族）小澤太郎 - 三女の婿。台湾総督府官僚、元山口県知事、衆議院議員、参議院議員
      - 小沢俊郎 - 長男
      - 小沢克介 - 二男。衆議院議員、弁護士。山口県弁護士会会長、裁判官訴追委員会委員、裁判官弾劾裁判所裁判員
      - 小沢順子 - 長女。名古屋高等裁判所判事・宇野栄一郎の妻
      - 小沢夏子 - 二女。ワイ・デー・ケー会長・坂本典之の妻
      - 小沢明子 - 三女。繊研新聞社・井出重之の妻
      - 小沢由己子 - 四女。松竹・山方浩の妻

## 栄典
位階
- 1886年（明治19年）11月27日 - 正八位[21][22]
- 1892年（明治25年）1月27日 - 従七位[21][23]
- 1895年（明治28年）3月14日 - 正七位[21][24]
- 1900年（明治33年）4月30日 - 従六位[21][25]
- 1904年（明治37年）10月24日 - 正六位[21][26]
- 1907年（明治40年）12月27日 - 従五位[21][27]
- 1911年（明治44年）2月10日 - 正五位[21][28]
- 1915年（大正4年）10月20日 - 従四位[21][29]
- 1918年（大正7年）10月10日 - 正四位[21][30]
- 1920年（大正9年）10月20日 - 従三位[21][31]
- 1924年（大正13年）2月15日 - 正三位[21][32]
- 1925年（大正14年）5月15日 - 従二位[33]
- 1929年（昭和4年）9月29日 - 正二位（没後追叙）[34]

爵位
- 1920年（大正9年）9月7日 - 男爵[35]

勲章など
| 受章年                     | 略綬 | 勲章名                 | 備考         |
| -------------------------- | ---- | ---------------------- | ------------ |
| 1895年（明治28年）11月18日 |      | 明治二十七八年従軍記章 |              |
| 1901年（明治34年）11月30日 |      | 勲五等瑞宝章           |              |
| 1906年（明治35年）4月1日   |      | 功三級金鵄勲章         |              |
| 1912年（大正元年）8月1日   |      | 韓国併合記念章         |              |
| 1915年（大正4年）11月1日   |      | 勲二等瑞宝章           |              |
| 1915年（大正4年）11月10日  |      | 大礼記念章（大正）     |              |
| 1918年（大正7年）9月29日   |      | 勲一等瑞宝章           |              |
| 1920年（大正9年）9月7日    |      | 旭日大綬章             |              |
| 1920年（大正9年）9月7日    |      | 戦捷記章               |              |
| 1921年（大正10年）7月1日   |      | 第一回国勢調査記念章   |              |
| 1928年（昭和3年）11月10日  |      | 金杯一個               |              |
| 1929年（昭和4年）9月29日   |      | 旭日桐花大綬章         | （没後叙勲） |
| 1929年（昭和4年）9月29日   |      | 帝都復興記念章         | （没後叙勲） |

外国勲章佩用允許
| 受章年                     | 国籍                   | 略綬 | 勲章名                                         | 備考 |
| -------------------------- | ---------------------- | ---- | ---------------------------------------------- | ---- |
| 1903年（明治36年）12月8日  | ロシア帝国             |      | 神聖アンナ第二等勲章                           |      |
| 1909年（明治42年）5月21日  | ロシア帝国             |      | 神聖スタニスラス星章附第二等勲章               |      |
| 1909年（明治42年）11月25日 | 大清帝国               |      | 二等第二双竜宝星                               |      |
| 1913年（大正2年）3月11日   | ロシア帝国             |      | 神聖スタニスラス第一等勲章                     |      |
| 1914年（大正3年）9月18日   | ブルガリア王国         |      | 神聖アレキサンダル第二等勲章                   |      |
| 1916年（大正5年）1月19日   | ロシア帝国             |      | 神聖アンナ第一等勲章                           |      |
| 1918年（大正7年）3月28日   | 支那共和国             |      | 二等文虎勲章                                   |      |
| 1920年（大正9年）4月15日   | フランス共和国         |      | レジオンドヌール勲章グランクロア               |      |
| 1920年（大正9年）4月29日   | ギリシャ王国           |      | ジョルジュ第一世第一等勲章                     |      |
| 1921年（大正10年）11月16日 | スペイン王国           |      | 陸軍有功白色第四級勲章                         |      |
| 1922年（大正11年）5月10日  | アメリカ合衆国         |      | 陸軍殊勲章                                     |      |
| 1922年（大正11年）8月29日  | チェコスロバキア共和国 |      | 菩提樹二枝附従軍十字章1918年章                 |      |
| 1927年（昭和2年）10月5日   | ポーランド共和国       |      | オドロゼニアポルスキー勲章グランクロア         |      |
| 1929年（昭和4年）7月29日   | デンマーク王国         |      | ダンネブロ勲章グランクロア                     |      |
| 1929年（昭和4年）9月28日   | イギリス帝国           |      | 聖マイケル・聖ジョージ勲章ナイトグランドクロス |      |

## 著作
- 『地方ト軍隊トノ関係ニ就テ』本郷聯隊区、1911年9月。全国書誌番号:40064382。
- 田家秀樹編 編『地方ト軍隊トノ関係ニ就テ』帝国在郷軍人会本部、1911年10月。全国書誌番号:40064383。
  - 中内敏夫編・解説 編「地方ト軍隊トノ関係ニ就テ」『ナショナリズムと教育』国土社〈近代日本教育論集 1〉、1969年3月。 NCID BN00389003。全国書誌番号:71010576。
- 『社会的国民教育 一名・青年義勇団』博文館、1915年5月。 NCID BA35940764。全国書誌番号:43009953。
- 綾部致軒編 編『田中中将講演集』不二書院、1916年3月。 NCID BA90469797。全国書誌番号:43010710。
- 『壮丁読本』丁未出版社、1916年4月。 NCID BN11978050。全国書誌番号:20098769。
- 『未入営補充兵のしるべ』新月社、1917年9月。全国書誌番号:42002814。
- 『欧洲大戦の教訓と青年指導』新月社、1918年5月。全国書誌番号:43009969。
- 『壮丁のために』帝国在郷軍人会本部〈壮丁読本 第2編〉、1918年5月。 NCID BC02538162。全国書誌番号:43010770。
- 若月保治編 編『田中中将青年修養談』新月社、1918年7月。全国書誌番号:43026244。
- 野中正編 編『帝国の使命と青年の覚悟』誠文堂書店、1918年11月。 NCID BA4756105X。全国書誌番号:43010786。
- 『大処高処より』兵書出版社、1925年2月。全国書誌番号:43048784。
- 尚友倶楽部史料調査室・伊藤隆編 編『寺内正毅宛田中義一書翰』芙蓉書房出版〈尚友ブックレット 33〉、2018年7月。ISBN 9784829507414。 NCID BB26773228。全国書誌番号:23092799。

## 関連作品
テレビドラマ
- 海は甦える（1977年、TBS、演：山本麟一）
- 熱い嵐（1979年、TBS、演：鈴木瑞穂）
- 経世済民の男 高橋是清（2015年、NHK、演：大友康平）